# Omberg

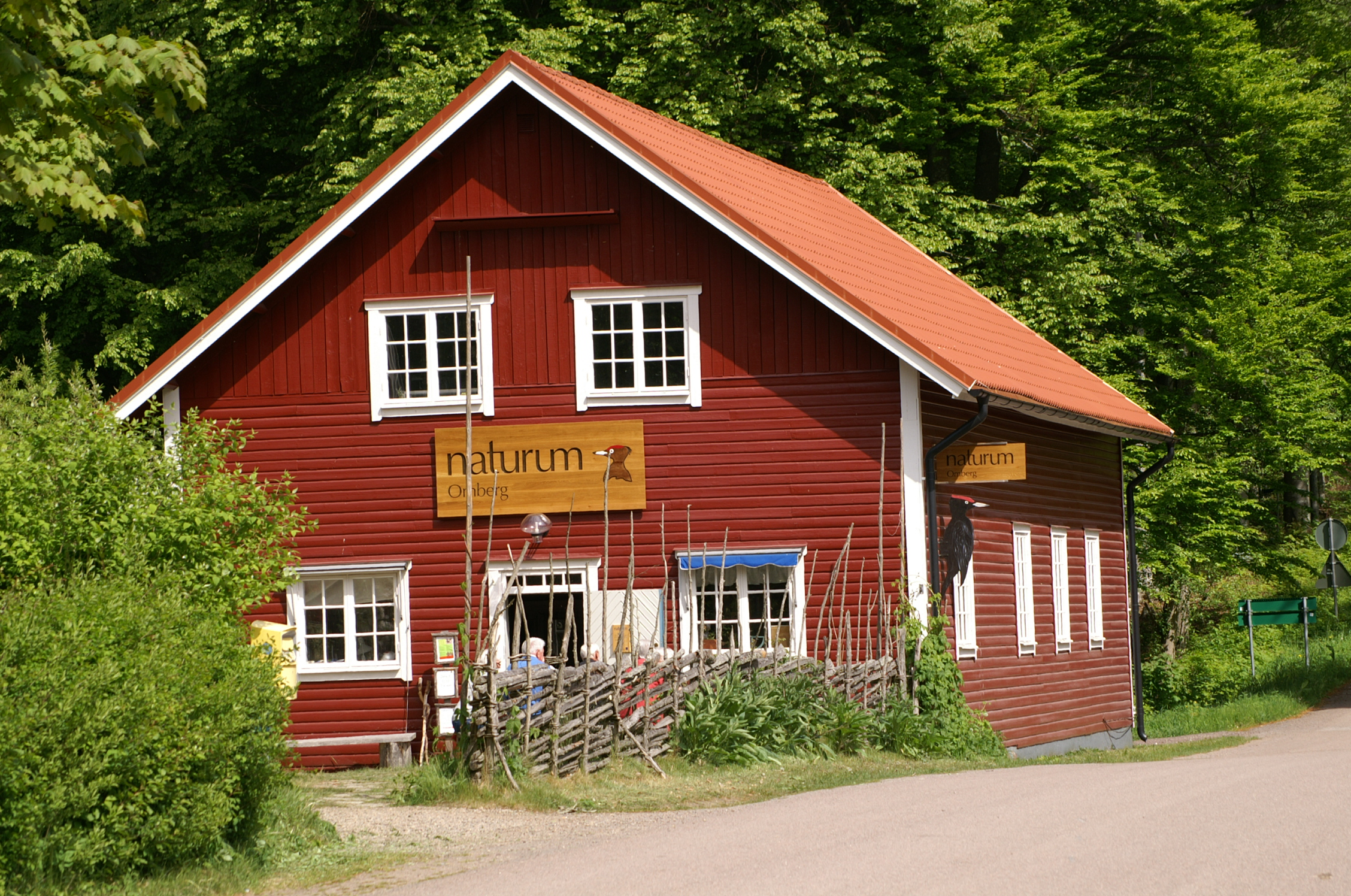
F.d. naturum vid Stocklycke på Omberg (2008-05-20)

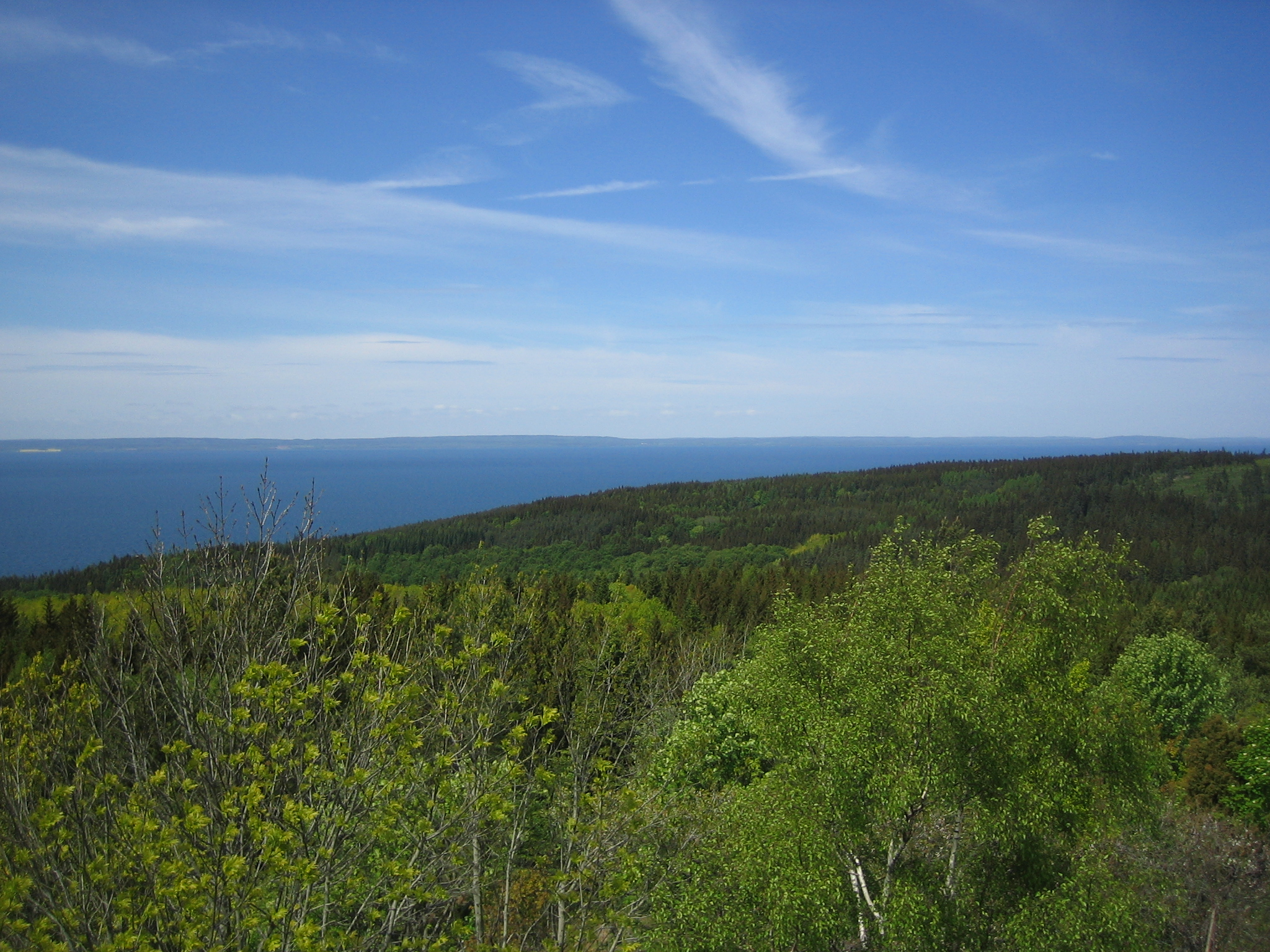
Ombergs vegetation

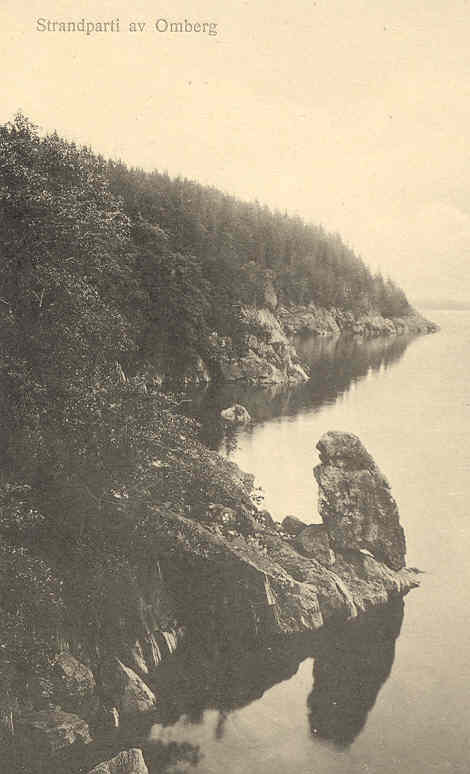
Strandparti av Omberg, vid sekelskiftet 1900

Omberg är ett berg i västra Östergötland utmed Vätterns östra strand. Det delas av Dals och Ödeshögs församlingar samt Vadstena och Ödeshögs kommuner.
Berget, som har en längd av 10 km och vars största bredd är 3 km, har på mitten en höjd av omkring 240 meter över havet. Den längre söderut belägna toppen Hjässan når emellertid 262,8 meter över havet och 174,7 meter över Vättern.

## Ekopark Omberg
På Omberg finns den 1700 hektar stora ekoparken Ekopark Omberg. Sedan invigningen 2003 har många områden med tät granskog omvandlats till ängsmarker och lövskogsområden. Genom frihuggningar gynnas även de 400 jätteekarna som finns inom ekoparken. Därtill har minst 1 250 yngre ekar i olika åldrar friställts. Målet är att det i framtiden ska finnas 5 000 jätteekar på Omberg. Unika arter inom ekoparken är orkidén kärrkniprot, kungsörn och läderbagge.

## En av Östergötlands mest besökta platser
Vid Stocklycke fanns tidigare ett naturum. Närmaste naturum finns nu vid den närbelägna sjön Tåkern. Omberg är en av Östergötlands mest besökta platser, cirka 350 000 årligen. I Ombergs närhet bor och verkar många konstnärer. Ombergsbygdens kulturarbetarförening Omkultur, består av musiker, bildkonstnärer, konsthantverkare, fotografer, illustratörer, tonsättare och formgivare. Under Kristi himmelsfärdshelgen ordnar Omkultur den mycket välbesökta konstrundan med konstnärer som öppnar sina ateljéer, gallerier och verkstäder. Vintertid finns en skidbacke vid Ombergsliden.

## Geografi
Omgivet på ena sidan av vatten, på den andra av slättland, syns Omberg vida omkring samt erbjuder själv vidsträckta utsikter över hela Vättern och delar av de omgivande landskapen. Mera framstående delar av bergets sluttningar har särskilda namn, ett exempel är Alvastra branter längst i söder, samt vidare mot norr åt landsidan: Klintebergen, Makersbergen och Blanksbergen. Åt sjösidan stupar Omberg brant i form av förkastningsbranter. Här finns också femton grottor bildade genom vattenerosion. På denna sida finns, från norr räknat: Måkbergen, Västra väggar, Mullskråerna, Grytsbergen, Oxbåsebergen och Rödgavel.
|  |  |  |

## Natur och geologi
Omberg är i allmänhet bevuxet med skog, mest barrträd. Det finns dock även lövskog med bland annat inslag av bok såsom i Bokskogens naturreservat. Både Ombergs vegetation och dess djurliv är rikt och varierande, liksom dess högst märkvärdiga geologiska förhållanden. Omberg utgör en s.k. horst, begränsad av förkastningar på alla sidor. Själva berget utgörs till största delen av grovkornig granit; vid sydvästra delen finns dock även någon gnejs med åldrar runt 1800 miljoner år. Vid den sida av berget som ligger mot Vättern förekommer framförallt sandsten och skiffer. Dessa båda bergarter tillhör den geologiska formation, som efter Visingsö blivit benämnd Visingsögruppen och som har bildats för 850-600 miljoner år sedan. Vid Älvarums udde finns den äldsta gula sandstenen och sen fortsätter lagren fram till Mullskräna där de yngsta lagen finns exponerade liksom vid Västra Väggar där skiffer- och kalklager ställts på ände av förkastningsrörelserna. Sandstenslagren är rika på böljeslag och i kalkskikt förekommer fossilet stromatolit. I skiffrarna har den encelliga Chuaria circularis påträffats. Norr om Ombergs granitmassa, vid Borghamn, finns (ordovicisk kalk) i nästan horisontella lager. Kalksten har länge brutits där, och gör det fortfarande i dag av Borghamns Stenförädling AB. De nästan ostörda lagren visar att förkastningsrörelserna vid Omberg måste vara yngre än Ordovicium. Data från andra delar i södra Sverige, gör det sannolikt att de är Tertiära.[källa behövs]

## Historik och sägner
Namnet (1278-91? Ammobiærh) är sammansatt med det fornnordiska "ama"; dimma, rök och berg. Betydelsen blir sålunda "dimberget" eller berget omgivet med dis och dimma.
Trakten kring Omberg har varit bebodd under en lång tid, vilket Pålbyggnaden i Alvastra nedanför vittnar om. Uppe på bergets högsta topp, Hjässan, finns en fornborg med måtten 500 x 200 meter.
Ett flertal legender i bygden berättar om drottning Omma som ska ha bott på berget för länge sedan. Bland annat så berättas att kyrkporten på den närbelägna Rogslösa kyrka ska ha kommit från Ommas svinstia. En av bergets fornborgar bär än idag hennes namn. Verner von Heidenstam sammanfattade historierna kring drottning Omma i en novell som publicerades 1914.
I Rödgavels grotta sades förr en rödskäggig jätte ha bott.
Ellen Key lät bygga sig ett hem vid Strand på bergets södra sluttning 1910.